# رساله مفردات (در فن معما)

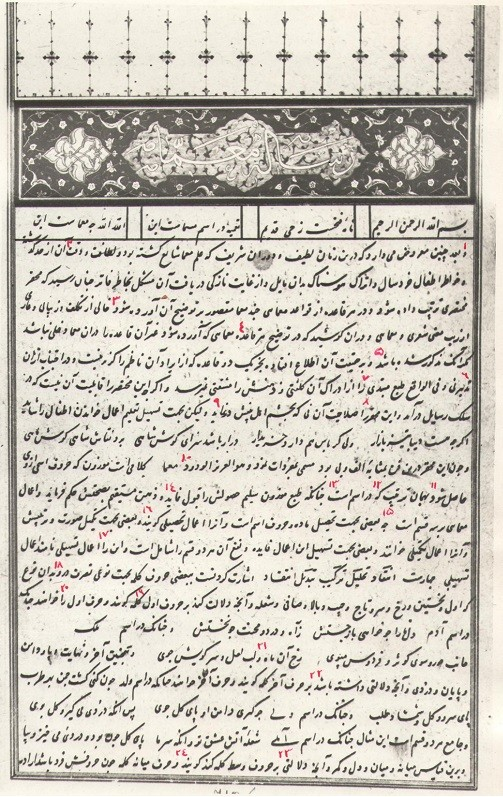
Mofradat moamma

رساله مفردات (در فن معما) از جمله آثار شاعر، سیاستمدار و دانشور برجسته تیموری، امیرعلیشیر نوایی است. این کتاب – که برخلاف بیشینه آثار امیر علیشیر نوایی نه به ترکی جغتایی بلکه به فارسی نگاشته شده است – به یکی از فنون ادبی رایج و مرسوم در میان نامداران عرصه ادب سده‌های نهم و دهم هجری یعنی فن معما یا معماسرایی اختصاص دارد و برابر با آنچه امیرعلیشیر نوایی خود مذکور داشته هدف وی از تدوین آن آموزش قواعد و قوانین معماسرایی و یاد دادن چگونگی رمزگشایی معمابه کسانی است که تازه در این راه گام نهاده‌اند.
امیرعلیشیر نوایی در خمسه المتحیرین دربارهٔ چگونگی و چرایی تألیف رساله مفردات چنین آورده است:
«روزی فقیر، در موضعی در موضوع فن معما، فکر می‌کردم که رساله‌هایی که استاد فن، مولانا شرف الدین علی یزدی، و دیگران در این باب نوشته‌اند قواعد و اصلاحات این علم را مشروح و مرتب ادا نکرده‌اند که مبتدیان باذوق را هم به کار آید. در این بین حضرت مولانا(جامی) تشریف آوردند، استقبال کرده و تهنیت ورود عرض کردم، پس از تسکین و استراحت، آنچه به خیال آمده بود، خدمتشان اظهار داشتم. فرمودند جای تشویش نیست که من در این موضوع رساله‌ای تهیه خواهم نمود. بعد از دو سه روز، منظومه مختصری که تحریر شده بود، به این فقیر عنایت فرمودند. چون خیلی دقیق بود و به‌غایت به اختصار کوشیده بودند، بنده اجازت خواستم که دیگر سهل و آسان تر نوشته شود. پس از تحصیل اجازه رساله موسومه به، مفردات، را نوشته، به حضور ایشان فرستادم. مورد تحسین شد و مولانازاده را به درس آن مشغول داشتند».
رساله مفردات با دو بیت شعر زیر آغاز می‌شود:
| بسم الله الرحمن الرحیم    |  | نامه فتحست زحی قدیم     |
| تعمیه در اسم مسما است این |  | الله الله چه معماست این |

و در خاتمه آن نیز دو بیت زیر ذکر شده است:
| این نسخه که به یمن سعی تو شد تمام |  | محبوب طبع خواص است و عوام      |
| در فن معما چو مشاهیر کرام         |  | کس چو تو ندیدم که برون آرد نام |